# Cutia Pandorei

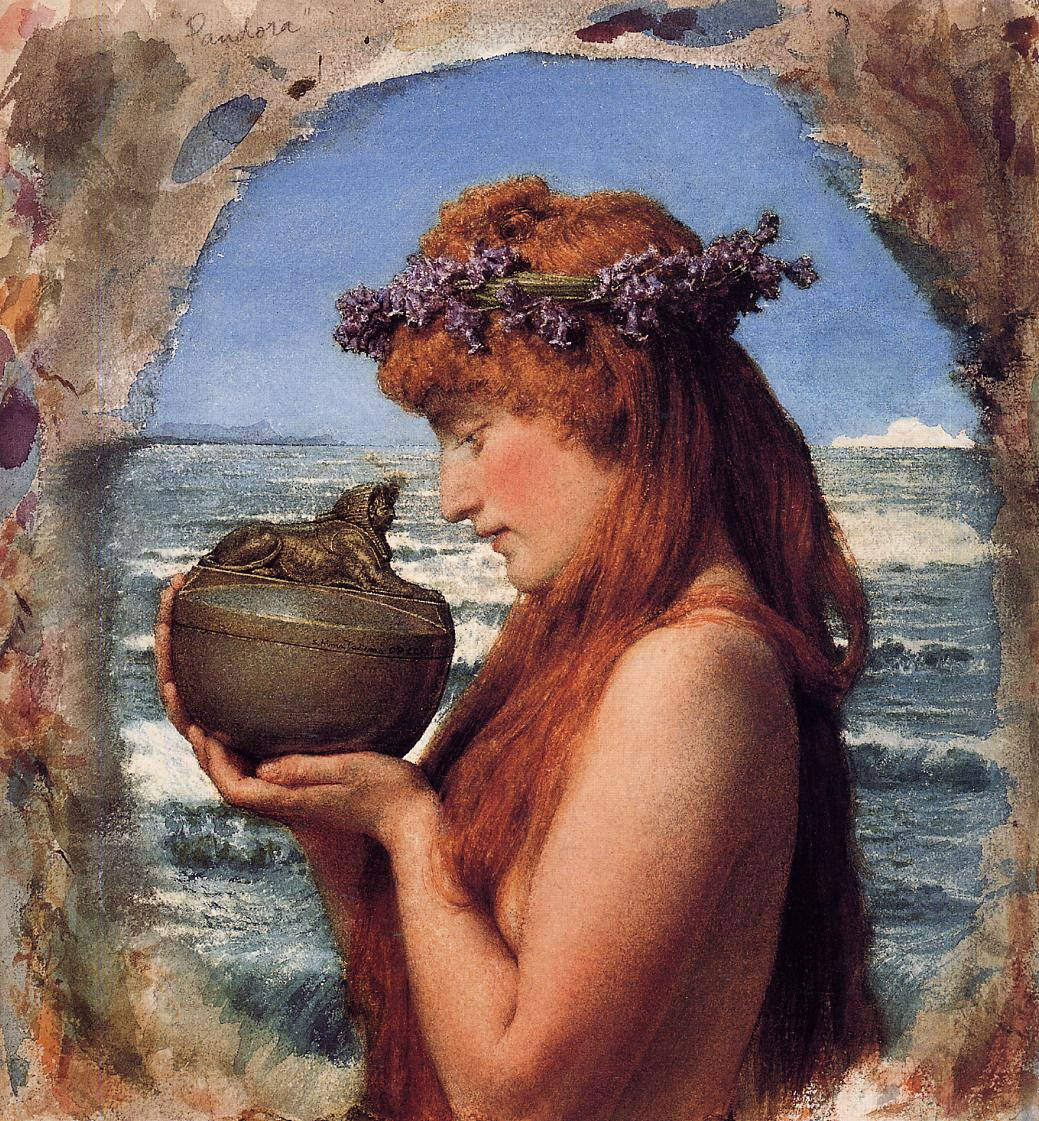
Lawrence Alma-Tadema: Pandora, 1881

Cutia Pandorei este un obiect ce apare în mitologia greacă, în mitul Pandorei din poemul Munci și zile de Hesiod care este spus din generație în generație,  având la bază cutia misterioasă a Pandorei  . 

## Începuturi
Conform mitologiei grecești, Pandora a fost prima femeie creată de Zeus drept pedeapsă omenirii, după ce Prometeu a furat focul ca să-l folosească oamenii.